# Ashland (Kansas)
Ashland é uma cidade localizada no estado americano de Kansas, no Condado de Clark.

## Demografia
Segundo o censo americano de 2000, a sua população era de 975 habitantes. 
Em 2006, foi estimada uma população de 911, um decréscimo de 64 (-6.6%).

## Geografia
De acordo com o United States Census Bureau tem uma área de 
4,4 km², dos quais 4,4 km² cobertos por terra e 0,0 km² cobertos por água.

## Localidades na vizinhança
O diagrama seguinte representa as localidades num raio de 40 km ao redor de Ashland. 